# Milonia (zoologia)
Milonia Thorell, 1890 è un genere di ragni appartenente alla famiglia Araneidae.

## Distribuzione
Le sette specie oggi note di questo genere sono state rinvenute in Asia sudorientale: tre sono endemiche di Sumatra, due di Singapore e una della Birmania.

## Tassonomia
A maggio 2011, si compone di sette specie:
- Milonia albula O. P.-Cambridge, 1899 — Singapore
- Milonia brevipes Thorell, 1890[2] — Sumatra
- Milonia hexastigma (Hasselt, 1882) — Sumatra
- Milonia obtusa Thorell, 1892 — Singapore
- Milonia singaeformis (Hasselt, 1882) — Sumatra
- Milonia tomosceles Thorell, 1895 — Myanmar
- Milonia trifasciata Thorell, 1890 — Giava, Borneo